# Nefroangiosclerosi maligna
Si definisce nefroangiosclerosi maligna (malattia di Fahr-Volhard) un insieme di alterazioni morfologiche e funzionali che insorgono nei vasi sanguigni renali in seguito ad ipertensione maligna. Quest'ultima è caratterizzata da un improvviso innalzamento dei valori pressori in soggetti già da molto tempo ipertesi, con valori di pressione diastolica spesso superiore a 130 mmHg, frequentemente accompagnato da disturbi visivi (retinopatia ipertensiva severa).

## Epidemiologia
La nefroangiosclerosi maligna colpisce prevalentemente soggetti di sesso maschile nei primi 50 anni di vita. Essa rappresenta l'1-6% dei casi di ipertensione arteriosa essenziale.

## Eziopatogenesi
Il rapido innalzamento della pressione arteriosa è responsabile di un danno endoteliale, che determina alterazione della permeabilità vascolare, facilitando l'ingresso dei componenti del plasma nello spessore della parete dei vasi. A questo si aggiunge la necrosi fibrinoide che interviene negli strati interni della parete del vaso, poco sotto l'endotelio. Il risultato di questi processi è un restringimento del lume vasale; ne consegue un ridotto afflusso di sangue al rene, che viene rilevato dall'apparato iuxtaglomerulare, determinando un aumento del rilascio di renina. Questo enzima determina a sua volta la produzione di angiotensina e infine di aldosterone, sostanze responsabili di un ulteriore aumento della pressione arteriosa. Ciò accade perché la funzione normale dell'apparato iuxtaglomerulare è rispondere ad un calo della pressione arteriosa (che si manifesta con riduzione dell'apporto di sangue al rene) innescando la produzione di sostanze vasocostrittrici e sodioritentive. Si instaura così una sorta di "circolo vizioso" (feedback positivo) per il quale l'aumento dei valori pressori comporta danno vascolare, che a sua volta induce aumento della pressione.

## Sintomatologia
Nei soggetti affetti da nefroangiosclerosi maligna possono manifestarsi sintomi dovuti ai valori pressori elevati, come cefalea, nausea, vomito e stato confusionale (segno di encefalopatia ipertensiva), segni di scompenso cardiaco, sintomi visivi dovuti a retinopatia (da una riduzione del campo visivo fino alla cecità totale) e segni del coinvolgimento renale (proteinuria, microematuria, sindrome nefritica o insufficienza renale rapidamente progressiva).

## Aspetti istologici
La biopsia renale eseguita nei soggetti affetti mostra, nelle arterie di medio calibro osservate in sezione trasversale, un caratteristico aspetto a "bulbo di cipolla" dovuto alla notevole iperplasia lamellare della parete; nelle arteriole afferenti e nelle intralobulari, invece, si osservano aspetti di necrosi fibrinoide ed ispessimento della tonaca intima.

## Complicanze e prognosi
I principali rischi legati a questa patologia sono gli eventi cardio- e cerebrovascolari (infarti e ictus) e l'insufficienza renale. La mortalità, in assenza di trattamento, è elevata, riguardando circa l'88% dei pazienti a due anni dalla diagnosi. Con le attuali terapie, la sopravvivenza senza necessità di trattamento dialitico è aumentata fino al 74% a cinque anni

## Terapia
L'ipertensione maligna da nefroangiosclerosi non risponde alle comuni terapie antipertensive. Tra i farmaci più utilizzati vi sono la clonidina, un alfa-agonista centrale, i beta-bloccanti come il labetalolo, entrambi per via endovenosa, e i vasodilatatori come il minoxidil per via orale. Sono state utilizzate con beneficio anche associazioni di calcio-antagonisti, ACE-inibitori e beta-bloccanti. Nei casi più gravi e non responsivi ad alcuna terapia medica si pone l'indicazione alla nefrectomia bilaterale (asportazione chirurgica di entrambi i reni), seguita da trattamento emodialitico periodico.